# UB 65
UB 65 war ein deutsches U-Boot des Typs UB III während des Ersten Weltkrieges.
Es wurde am 20. Mai 1916 bei der AG Vulcan Stettin in Auftrag gegeben und in deren Werft in Hamburg gebaut, wo am 26. Juni 1917 der Stapellauf erfolgte. Das U-Boot wurde am 18. August 1917 bei der Kaiserlichen Marine in Dienst gestellt und gehörte vom 30. September 1917 bis zum 18. April 1918 zur V. U-Boot-Flottille, vom 18. April bis zu seinem Untergang zur II. U-Boot-Flottille. Sein Kommandant war Kapitänleutnant Martin Schelle. Das Boot versenkte auf sechs Feindfahrten fünf gegnerische Handelsschiffe mit insgesamt 6011 BRT und ein Kriegsschiff mit 1290 tn.l. Verdrängung, die britische U-Boot-Falle Arbutus, die am 16. Dezember 1917 vor der Südwestküste von Wales torpediert wurde und am folgenden Tag sank.
UB 65 soll am 10. Juli 1918 bei einem Angriff auf das US-amerikanische U-Boot AL-2 durch die vorzeitige Explosion eines eigenen Torpedos gesunken sein, hat aber noch am 14. Juli das portugiesische Segelschiff Maria Jose bei Lundy versenkt. Der Grund für den Verlust des U-Boots ist nicht bekannt, es wird ein Unfall angenommen.
Das Wrack von UB 65 wurde 2003 durch den Wracktauchexperten Innes McCarthy in 60 m Tiefe sieben Seemeilen vor Padstow, Cornwall, entdeckt und anhand der Markierungen auf den Propellern identifiziert. Der Zustand des gut erhaltenen U-Boots macht es unwahrscheinlich, dass es durch eine Explosion in der Torpedokammer gesunken ist. Eine Luke wurde in geöffnetem Zustand vorgefunden, was bedeuten kann, dass zumindest ein Teil der Besatzung zu entkommen versuchte und den Untergang überlebte.
UB 65 wurde unter dem „Protection of Military Remains Act“ von 1986 zum „Protected Place“ erklärt. Es darf demzufolge zwar durch Taucher von außen betrachtet werden, es ist jedoch verboten, Objekte vom Wrack mitzunehmen, Bergungen vorzunehmen oder in das Innere des U-Boots einzudringen.

## Das angebliche „Spuk-U-Boot“
Das U-Boot gilt als das „Spuk-U-Boot“. Um UB 65 rankt sich eine Geistergeschichte, die Erscheinungen eines angeblich bei einem Unfall gestorbenen Offiziers zum Thema hat. Diese Erzählungen passen jedoch nicht zur Geschichte des U-Boots, es gab weder – wie behauptet – einen Kommandowechsel, noch ist ein Offizier tödlich verunglückt. Auch eine ungewöhnlich hohe Anzahl von Unglücksfällen ist nicht nachweisbar. Wahrscheinlich handelt es sich bei der Geschichte um eine Fiktion, die wohl auch nicht in Deutschland, sondern in Großbritannien entstanden ist.